# 岡崎めぐみ
岡崎 めぐみ（おかざき めぐみ、1976年10月16日 - ）は、日本の女性モデル。埼玉県出身。身長166cm。趣味は日本画、ゴルフ、弓道。所属事務所はフロント。

## 出演

### CM
- 日本ケンタッキー・フライド・チキン
- 大同生命
- 日本マクドナルド
- ニチレイ アセロラドリンク
- ソニー GIGA POCKET
- 花王 ラビナス
- 森永乳業 アロエヨーグルト
- POLA アペックスアイ
- 京セラ デジタルカメラEZ
- 東栄住宅
- ファルマシア株式会社　ニコレット
- 花王　エッセンシャルダメージヘア（2005年） 『プライド依存篇』
- トヨタ プリウス　（2005年）押田恵と共演
- サントリー ダイエット生（2006年） 『浴衣の夏篇』福山雅治、千代大海、栃東と共演
- すかいらーく ガスト（2006年）
- マイクロソフト
- マルコメ味噌 企業（2007年） 悠城早矢、水沢エレナと三姉妹役で共演
- キリンビール ピュアブルー（2007年）藤本真理子、相良幸代と共演
- 中央ハイツ（all媒体／韓国）
- 資生堂 TSUBAKI
- 三井住友フィナンシャルグループ 企業（2007年）

### スチール
- 丸井（リーフレット）
- カネボウ テスティモ（パンフレット）
- 花王 ラビナス（パンフレット）
- ファルマシア株式会社 ニコレット（all媒体）
- JT
- 花王 エッセンシャルダメージヘア（all媒体）
- NEC ITソリュージョン（新聞広告／雑誌広告）
- 三井住友銀行（allスチール）
- マルコメ味噌 TCK（allスチール）
- 資生堂 TSUBAKI

### 雑誌
- ゼクシィ（リクルート）
- anan（マガジンハウス）
- Hanako（マガジンハウス）
- Oggi（小学館）
- VOCE（講談社）
- FRAU（講談社）
- SPUR（集英社）
- BAILA（集英社）
- Saita（セブン&アイ出版）
- Gainer（光文社）